# Radik Mansurowitsch Sakijew
Radik Mansurowitsch Sakijew (russisch Радик Мансурович Закиев; * 23. Dezember 1986 in Nischnekamsk, Russische SFSR) ist ein russischer Eishockeyspieler, der seit Oktober 2013 bei Torpedo Ust-Kamenogorsk in der Wysschaja Hockey-Liga unter Vertrag steht.

## Karriere
Radik Sakijew begann seine Karriere als Eishockeyspieler bei Neftjanik Leninogorsk, für dessen Profimannschaft er in der Saison 2004/05 sein Debüt in der Wysschaja Liga, der zweiten russischen Spielklasse, gab. Im Laufe der Spielzeit wechselte der Angreifer zu Neftechimik Nischnekamsk, für das er von 2005 bis 2008 in der Superliga aktiv war. Nachdem die Mannschaft zur Saison 2008/09 in die neu gegründete Kontinentale Hockey-Liga aufgenommen worden war, absolvierte er nur noch sechs Spiele in der KHL, ehe er zu seinem Ex-Club Neftjanik Leninogorsk in die Wysschaja Liga zurückkehrte. Ab der Saison 2009/10 spielte der Linksschütze für Amur Chabarowsk in der KHL, für das er in seiner ersten Spielzeit in 42 Spielen je drei Tore und drei Vorlagen erzielte.  
Im Dezember 2011 wurde Sakijew von Torpedo Nischni Nowgorod verpflichtet, für das er bis Saisonende in nur 13 KHL-Partien zum Einsatz kam. Anschließend kehrte er zu Neftechimik zurück, ehe er im August 2012 im Tausch gegen ein Wahlrecht für den KHL Junior Draft an den HK Traktor Tscheljabinsk abgegeben wurde. In der Folge kam Sakijew zu fünf Einsätzen für Traktor und war anschließend vereinslos. 

## KHL-Statistik
(Stand: Ende der Saison 2010/11)